# ヴァッラブバーイー・パテール
"サルダール"・ヴァッラブバーイー・パテール（グジャラート語:વલ્લભભાઈ પટેલ, 発音: [ʋəlːəbʱ.bʱɑi pəʈel]; 1875年10月31日 – 1950年12月15日）は、インドの政治家。インド国民会議所属。法廷弁護士でもあった。ジャワハルラール・ネルー初代首相の下で副首相・内務大臣を務め、インド・パキスタン分離独立に際しては多くの藩王国を巧みな手腕でインドに帰属させ、インドの鉄の男、インドのビスマルクと呼ばれた。

## 人物
現在のインド・グジャラート州出身。
インド国民会議の中では最右翼に属していた。
同じくインド独立の英雄とされるマハトマ・ガンディーやジャワハルラール・ネルーが政教分離を目指したのに対して、パテールは独立以前から、ヒンドゥー至上主義団体の民族義勇団と繋がりがあったとされるなど、ヒンドゥー教に傾いていた。このため、イスラム教を始め様々な宗教が混在するインド国内では、パテールは独立の英雄とされながらも、腫れ物のような扱いをされている。インド国内外を問わず、ガンディーやネルーと比べると知名度は高くない。しかし、2014年の総選挙で、ヒンドゥトヴァを掲げるインド人民党が政権を握って以来、インド国内ではヒンドゥー至上主義が高まっており、パテールの評価も高まりつつある。
2018年10月、インド人民党を率いるナレンドラ・モディ首相の地元グジャラート州では、「統一の像」と名づけられたパテールの像が完成した。完成時では、その大きさ世界最大であり、自由の女神の2倍、これまで世界最大の像であった魯山大仏を54メートル上回っている。総工費は299億ルピー（約470億円）とされる。